# Brookline (New Hampshire)
Brookline – miasto w Stanach Zjednoczonych, w stanie New Hampshire, w hrabstwie Hillsborough.